# 巴赫里·坦勒库卢
巴赫里·坦勒库卢（土耳其語：Bahri Tanrıkulu，1980年3月16日—），土耳其男子跆拳道运动员。他曾代表土耳其参加2004年、2008年和2012年夏季奥林匹克运动会跆拳道比赛，其中2004年奥运会获得一枚银牌。

## 家庭
妹妹阿齐泽·坦勒库卢。